# Vulcanops
Vulcanops jennyworthyae
Genre
Espèce
Vulcanops est un genre fossile de chauve-souris de la famille des Mystacinidae (chauve-souris fouisseuses), ayant vécu en Nouvelle-Zélande.
Il a été découvert dans la région d'Otago de Nouvelle-Zélande située au sud-est de l'île du Sud, dans les sédiments du lagerstätte de Saint Bathans, datés du Burdigalien (Miocène inférieur), soit il y a environ entre 20 et 16 Ma (millions d'années).
Une seule espèce est rattachée au genre : Vulcanops jennyworthyae, décrite par Suzanne Hand et ses collègues en 2018.

## Étymologie
Le nom de genre est composé de « Vulcain » le dieu romain du feu et des volcans, faisant référence à l'activité tectonique et volcanique de la Nouvelle-Zélande, et le mot du grec ancien ὤψ (ops) signifiant « visage  », un suffixe fréquemment utilisé pour nommer les chauve-souris. Le nom d'espèce honore Jennifer P. Worthy spécialiste de la paléofaune du lagerstätte de St Bathans.

## Description
Les restes fossiles retrouvés ont été découverts dans les sédiments conglomératiques d'un lac datant du Miocène inférieur. Ils consistent en des fragments de mandibule et d'os dentaire portant des dents.
Les Mystacinidae actuels ou éteints depuis la période historique (appelées aussi les « chauve-souris à courte queue de Nouvelle-Zélande ») ne renferment qu'un seul genre : Mystacina. Ce sont des chauve-souris singulières, car elles recherchent leur nourriture aussi bien en vol, qu'au sol, en marchant à quatre pattes où elles fouillent sous la litière forestière (d'où leur autre surnom de « chauve-souris fouisseuses »). Leur alimentation est ainsi très diversifiée : insectes, dont des weta, araignées, fruits, fleurs et nectar.
La denture de Vulcanops apparaît très spécialisée avec de grandes dents qui indiquent un régime alimentaire différent plus axé sur les végétaux et sur les petits vertébrés. 
Vulcanops jennyworthyae est une chauve-souris mystacinidé de grande taille avec un poids estimé à 40 grammes.

## Classification
Vulcanops est le troisième genre à être rattaché à la famille des Mystacinidae avec le genre actuel Mystacina et les deux genres fossiles Icarops (Australie) et Vulcanops (Nouvelle-Zélande).